# 氷見市立上庄小学校
氷見市立上庄小学校 （ひみしりつ かみしょうしょうがっこう）は富山県氷見市にある公立小学校。

## 沿革
個別に出典が提示されていない箇所の出典→
- 1873年9月 - 『精意小学校』、民家を借りて開校。
- 1884年6月 - 池田町から米蔵を購入し校舎とする。
- 1916年12月26日 - 新校舎完成。
- 1934年4月1日 - 1村1校主義により泉小学校と柿谷小学校が合併し、上庄尋常高等小学校となる。これにより校舎が手狭になったため、講堂と8教室の増築に着手する。
- 1935年1月21日 - 校舎増築落成式。この日を以て創校記念日とする。

## 通学区域
泉　中尾　大野（1291番地-1330番地を除く）　上田　柿谷　丂分一　中村 鞍川（2027番地-2065番地、2919番地、2964番地-3019番地、3027番地-3113番地）

## 進学先
- 氷見市立北部中学校

## 周辺
- 国道415号
- 能越自動車道 氷見インターチェンジ